# Jogos Abertos do Interior de São Paulo de 2010
Os LXXIV Jogos Abertos do Interior, edição de 2010 dos Jogos Abertos do Interior, foi um evento multiesportivo realizado na cidade de Santos, estado de São Paulo, de 4 a 14 de novembro de 2010.
Foram vinte e seis as modalidades esportivas disputadas (houve também a disputa de nove modalidades extras). A cidade de Santos se destaca por ser a equipe que mais venceu nos jogos abertos do interior com 23 vezes sendo considerada campeão.